# Idris Muhammad
Idris Muhammad, geboren als Leo Morris (New Orleans, 13 november 1939 - aldaar, 29 juli 2014) was een Amerikaanse jazzdrummer.

## Biografie
Muhammad speelde op 16-jarige leeftijd drums, eerst in plaatselijke dansbands. Hij nam ook op met Fats Domino (Blueberry Hill) en begeleidde daarna Larry Williams, Lloyd Price, Sam Cooke, Jerry Butler en andere r&b- resp. soulmuzikanten. Sinds 1967 werkte hij in de soul/jazz-formaties van Lou Donaldson (Alligator Boogaloo), Gene Ammons, George Benson, Charles Earland (Black Talk), Grant Green en Charles Kynard. Bovendien was hij betrokken bij de Broadway-opvoeringen van Hair en vanaf 1970 was hij huisdrummer van Prestige Records. Tijdens deze periode bracht hij de twee belangrijke albums Black Rhythm Revolution (1970) en Peace and Rhythm (1971) uit onder zijn eigen naam. Nadat hij midden jaren 1970 de twee fusion-albums Power of Soul en House of the Rising Sun had opgenomen voor Creed Taylors label CTI Records, ontstond rond 1980 het album Kabsha met George Coleman, Pharoah Sanders en Ray Drummond voor het avant-garde-label Theresa Records. In 1998 volgde het improvisatieproject Right Now met Gary Bartz, George Coleman, Joe Lovano en Curtis Lundy.
Vanaf 1973 was hij lid in de bigband van Hank Crawford. Hij werkte verder in de bands van Harold Mabern, Johnny Griffin, George Coleman, John Hicks en Pharoah Sanders en hij ging ook op tournee met Emerson, Lake & Palmer en Roberta Flack. Eind jaren 1970 probeerde Muhammad het ook in het disco-genre en nam hij albums op als Boogie to the Top in deze stijl. Midden jaren 1980 werkte hij met Larry Goldings op de Queen Elizabeth 2 en was hij betrokken bij de opname van het album Live at Carlos van Hamiet Bluiett. Muhammad werkte bovendien mee aan opnamen van Randy Weston, Eric Alexander (Solid, 1998), John Hicks en het Keystone Trio, Andrew Hill (Grass Roots), Lou Donaldson, Joe Lovano/Greg Osby, Tete Montoliu, David Murray (Fast Life, 1993), Houston Person, Sonny Rollins en Sonny Stitt. Sinds 1995 werkte hij regelmatig met Ahmad Jamal en met Coleman aan diens album A L'Olympia (2000).

## Privéleven en overlijden
Muhammad bekeerde zich tijdens de jaren 1960 tot de islam en veranderde hij zijn naam. In 1966 trouwde hij met Dolores 'LaLa' Brooks, een voormalig lid van de Amerikaanse meidengroep The Crystals. Ook zij bekeerde zich tot de islam en veranderde haar naam in Sakinah Muhammad. Met haar had Muhammad twee zoons en twee dochters. Het huwelijk werd in 1999 ontbonden. Zijn autobiografie Inside The Music: The Life of Idris Muhammad verscheen in 2012.
Idris Muhammad overleed in juli 2014 op 74-jarige leeftijd.

## Discografie

### Als orkestleider
- 1974: Power of Soul (CTI Records) met Randy Brecker, Grover Washington jr., Bob James, Joe Beck, Gary Kind, Ralph McDonald
- 1976: House of the Rising Sun (CTI Records)
- 1980: Kabsha (Evidence Records) met George Coleman, Pharoah Sanders, Ray Drummond
- 1993: My Turn (Lipstick)
- 1998: Right Now (Cannonball Records) met Gary Bartz, George Coleman, Joe Lovano, Curtis Lundy
- 2010: Mating Call (JMood) met Roberto Magris, Paul Carr, Michael O'Neill en Elisa Pruett

### Als Sideman
voor Lou Donaldson
- 1967: Alligator Bogaloo (Blue Note Records; als Leo Morris)
- 1968: Mr. Shing-A-Ling (Blue Note Records; als Leo Morris)
- 1968: Midnight Creeper (Blue Note Records; als Idris Muhammad)
- 1969: Say It Loud! (Blue Note Records)
- 1969: Hot Dog (Blue Note Records)
- 1970: Everything I Play is Funky (Blue Note Records)
- 1970: Pretty Things (Blue Note Records)
- 1970: The Scorpion (Blue Note Records)

voor Grant Green
- 1970: Carryin' On (Blue Note Records)
- 1970: Green Is Beautiful (Blue Note Records)
- 1970: Alive! (Blue Note Records)
- 1971: Live at Club Mozambique (Blue Note Records; 2006)

voor Reuben Wilson
- 1969: Love Bug (Blue Note Records), met Grant Green en Lee Morgan

voor Charles Kynard
- 1971: Wa-Tu-Wa-Zui (Beautiful People) (Prestige)

voor Melvin Sparks
- 1970: Sparks! (Prestige)
- 1971: Spark Plug (Prestige)
- 1972: Akilah! (Prestige)

voor Leon Spencer
- 1971: Sneak Preview! (Prestige)
- 1971: Louisiana Slim (Prestige)
- 1972: Bad Walking Woman (Prestige)
- 1973: Where I'm Coming From (Prestige)